# アージャン・ニマラ
アージャン・ニマラ（Arjun Nimmala、2005年10月16日 - ）は、アメリカ合衆国の野球選手（遊撃手）。右投右打。

## 経歴
2023年のMLBドラフト1巡目（全体20位）でトロント・ブルージェイズに指名された。

## 人物
父親は2001年にインドからアメリカ合衆国に移住した。
過去にはサッカーとバスケットボールもプレーしていたが、野球場でプレーするのが楽しく情熱的だったとして野球を選んだ。